# Кампонг Глам

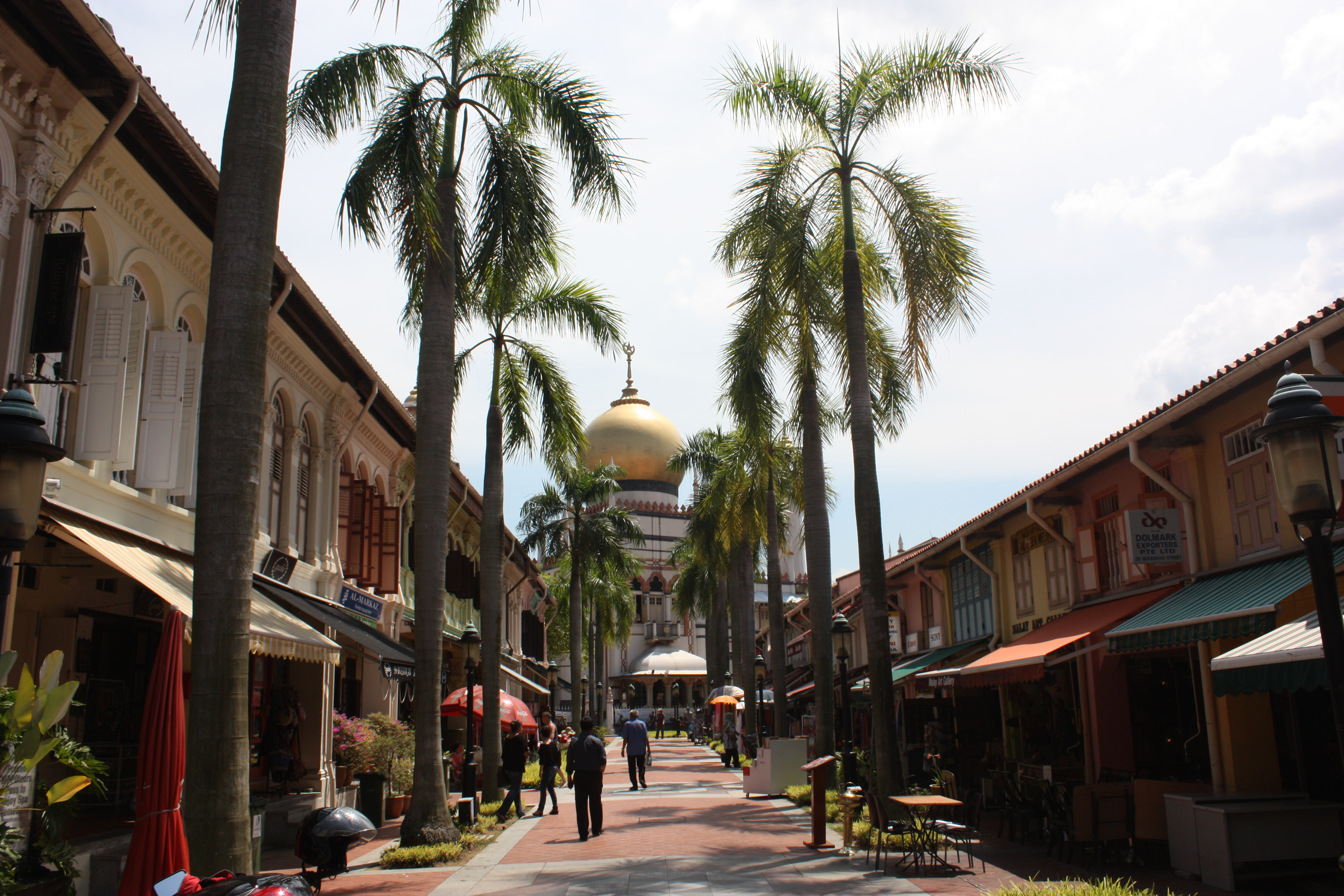
Мечеть Султана Хуссейна и Буссорах-молл в Кампонг Гламе.

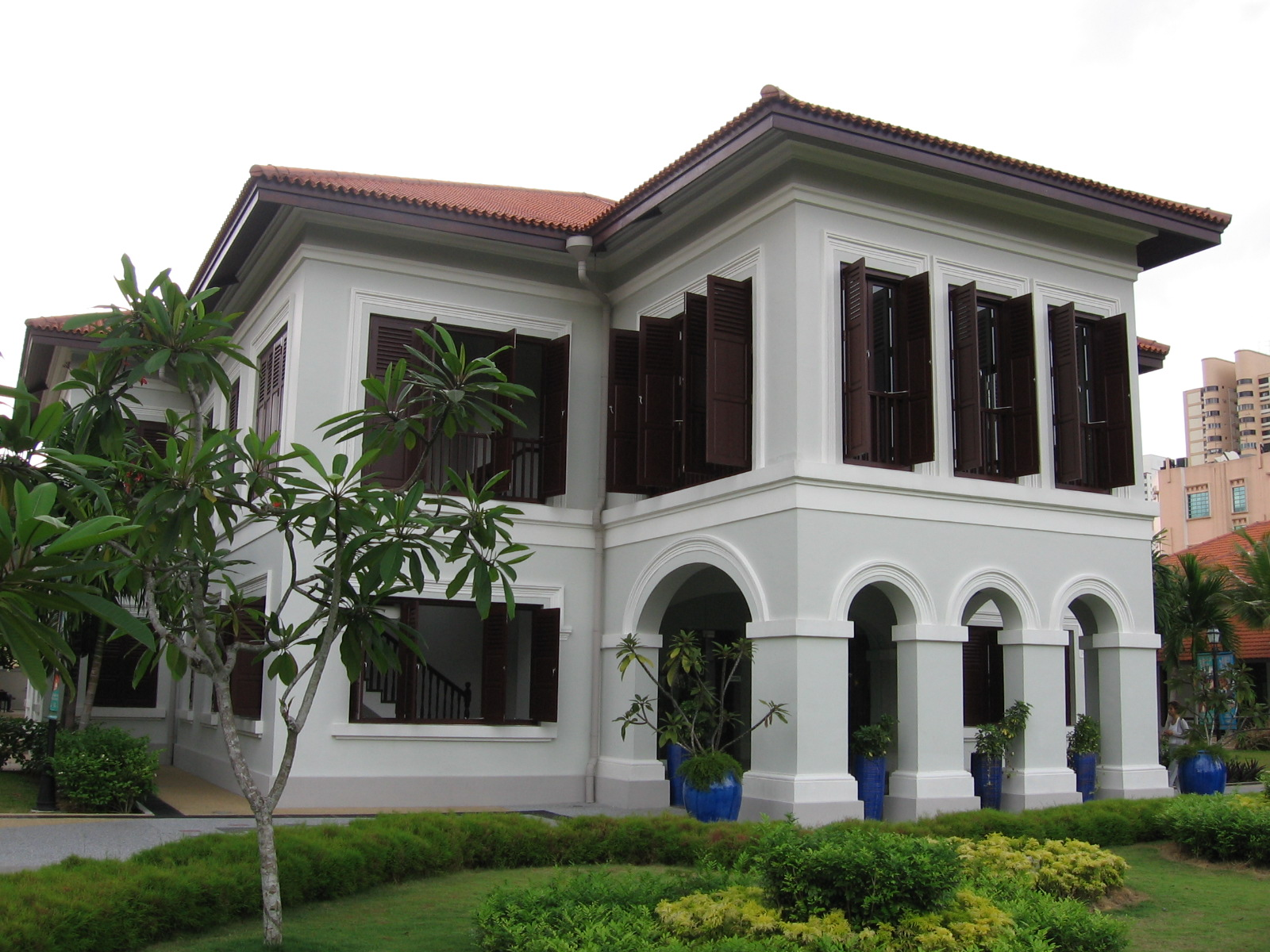
Истана Кампонг Глам в Малайском культурном центре в Кампонг Гламе

Кампонг Глам (китай.:甘榜格南; малай.: Kampong Gelam; джави: كامڤوڠ ڬلم ; тамил.: கம்ப்பொங் கிலாம்) — район в Сингапуре. Он располагается к северу от реки Сингапур в городских планировочных районах Каланг и Рочор.

## История
До британской колонизации в 1819 году на территории современного Кампонг Глама селилась малайская знать Сингапура. Он стал более известным и населённым после заключения договора между Британской Ост-Индской компанией, Хуссейном Шахом, султаном Джохора, и теменггунгом Абдул Рахманом в 1819 году. Ост-Индская компания согласно этому договору получила право создавать фактории в Сингапуре.
Во время раннего колониального периода истории Сингапура, согласно Плану Раффлза 1822 года, город делился на районы согласно их этническому составу. Кампонг Глам был отведён под место пребывания местного султана и его окружения, а также малайской и арабской общин, большинство из которых были торговцами. Район располагался к востоку от места обитания европейцев.
В то время как теменггунг и его окружение обосновались в Телок Блангах, султан Хуссейн вместе со своей семьёй и подданными осели в Кампонг Гламе. Согласно договору султан отдал большие территории в Кампонг Гламе под заселение. Они были отданы малайцам и другим мусульманским иммигрантам, включая малайцев из Малакки, с островов Риау и острова Суматра в Индонезии.
Вторая половина XIX века ознаменовалась бурным ростом иммигрантских общин в Кампонг Гламе, первоначально за счёт выходцев с Суматры, а позднее и других частей Индонезии и Малакки. В результате появилось несколько новых кварталов в Кампонг Гламе: Кампонг Малакка, Кампонг Ява и Кампонг Бугис. Образовалась также маленькая, но важная арабская община торговцев.
В начале XX века росла коммерческая активность района в результате появления новых магазинов и строительства частных домов. Многонациональное население района теперь включало в себя не только малайцев и арабов, но и китайцев с индийцами.
Позднее, в связи с непрекращающимся ростом числа иммигрантов и деловой активности в Кампонг Гламе арабы стали селиться на таких территориях, как Джу Хьят, Танлинь и Букит Тунгал (участок Дунеарн Роуд около дорожной развязки Балморал Роуд и Чэнсери Лэйн).
В начале 1920-х годов многие малайцы также стали осваивать другие районы, такие как Гейланг Серай и Кампонг Эвнос.

## В настоящее время

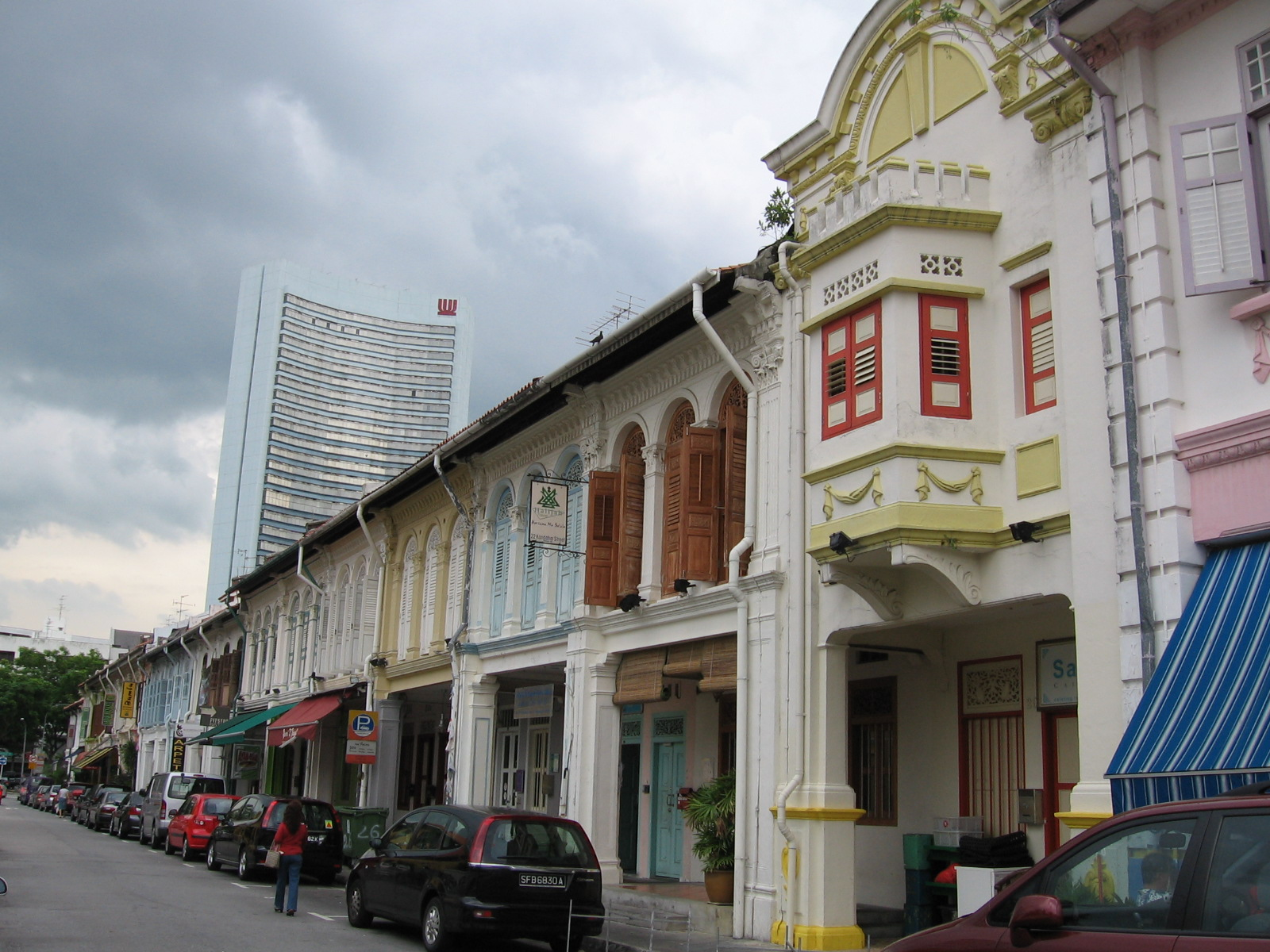
Отреставрированный дом-магазин на Кандагар Стрит.

В настоящее время Кампонг Глам по-прежнему тесно связан с этническими малайской и мусульманской общинами, часто его называют «Мусульманским кварталом». Мусульманское насаеление всё также доминирует в районе, особенно на Буссорах Стрит. Район, благодаря наличию в нём Мечети Султана Хуссейна, остаётся точкой притяжения для всего мусульманского населения Сингапура.
Как и Малая Индия с Чайнатауном Кампонг Глам активно реставрировался, чтобы придать ему яркую специфику, присущую ему на протяжении всей истории. На Арабской улице расположено множество магазинов с разнообразными изделиями из тканей, кожи, тростника, соломы и ротанга. Малайские магазины находятся в основном на Кандахар Стрит. Буссорах Молл заметно оживляется во время мусульманского поста, тротуары заставляют ларьками, торгующими едой и культовыми предметами.
16 декабря 2006 года в крупном пожаре сгорели 4 дома-магазина на Султан Гэйт.